# Урбано Кайро
Урбано Кайро (італ. Urbano Cairo, 21 травня 1957, Мілан) — італійський бізнесмен і президент футбольного клубу «Торіно». Основним бізнесом є Cairo Communication, який він і заснував у 1995 році.

### Біографія
Урбано народився в Мілані. Батько працював продавцем меблів, а мати — вчителем. Після закінчення середньої школи він вступив в Університет Луїджі Бокконі.
Закінчивши навчання, він зійшовся із Сільвіо Берлусконі і засновник Fininvest приймає його на роботу на посаду особистого помічника (1981). З 1982 року він постійно працює для компаній Берлусконі і в тому ж році він відповідав за придбання телевізійного телеканалу Italia 1.
У 1984 році він почав займатися підприємницькою діяльністю у сфері комунікацій, утворюючи «Gestione Prodotti Alimentari srl» (Gespal), що входить до групи Yomo.
Брав участь у розслідуванні «Чисті руки»: на судовому розгляді він пішов на визнання провини, на відміну від інших керівників Fininvest, і погодився на дев'ятнадцятимісячний умовний термін за злочини розтрати, рахунки за неіснуючі операції та помилковий облік. Вирок було винесено у 1999 році, але після 5 років почалася реабілітація, і сьогодні Кайро є чистим перед законом.
Оскільки група Берлусконі обрала жорстку лінію проти звинувачень, у 1995 році Fininvest розірвав контракт з Кайро, який з того часу розпочав свою кар'єру, створюючи власний бізнес — компанію Cairo Communication.
З 2005 року він є власником і президентом футбольного клубу «Торіно».

## Особисте життя
Він має чотирьох дітей, народжених від трьох різних дружин: він одружився спочатку з Тове Хорнеліус, а потім з Анною Каталді; в даний час він одружений з Малі Пеландіні.